# La Rivière sans balises
Pour plus de détails, voir Fiche technique et Distribution.
La Rivière sans balises (没有航标的河流, Méiyǒu hángbiāo dì héliú) est un film chinois réalisé par Wu Tianming, sorti en 1984.

## Fiche technique
- Titre original : 没有航标的河流, Méiyǒu hángbiāo dì héliú
- Titre français : La Rivière sans balises
- Réalisation : Wu Tianming
- Scénario : Ye Weilin
- Musique : Xu Youfu
- Pays d'origine : Chine
- Format : Couleurs - 35 mm
- Genre : drame
- Durée : 86 minutes
- Date de sortie : 1984

## Distribution
- Li Wei :
- Tao Yuling :
- Hu Ronghua :
- Tang Qingming :
- Song Baosen :

## Distinction
- Festival des 3 Continents 1984 : mention spéciale